# 法律保留原則
法律保留原則（英語：Principle of legal reservation），或稱積極之依法行政，係指任何行政行為或規定均有法律明確授權。

## 起源
法律保留原則起源於立法國家時期，其當初的用意是在於利用立法權對行政權為完全的限制，亦即國家運作的所有根據，皆應交由立法權以法律的形式形成。

## 授權明確性原則
授權明確性原則是從法律保留所衍生出的概念，指法律授權行政機關制定行政命令，基於權力分立原則，其授權範圍應明確、目的必須特定且內容必須具體，而不得為概括性、過於寬泛的授權立法。

## 各國規範

### 德國
|                             | 聯邦政府、聯邦閣員或邦政府，得根據法律發布命令（Rechtsverordnungen）。此項授權之內容、目的及範圍，應以法律規定之。所發命令，應引證法律根據。如法律規定授權得再移轉，授權之移轉需要以命令為之。 |
| ——德國聯邦基本法第80條第1項 | |

### 中華民國
- 《憲法》第23條：

「人民自由權利限制之條件：以上各條列舉之自由權利，除為防止妨礙他人自由、避免緊急危難、維持社會秩序或增進公共利益所必要者外，不得以法律限制之。」
- 《中央法規標準法》

第5條：「左列事項應以法律定之：
1. 憲法或法律有明文規定，應以法律定之者。
2. 關於人民之權利、義務者。
3. 關於國家各機關之組織者。
4. 其他重要事項之應以法律定之者。」

第6條：「應以法律規定之事項，不得以命令定之。」即為法律保留原則之具體表現。
層級化法律保留
大法官釋字第443號解釋理由書：
憲法所定人民之自由及權利範圍甚廣，凡不妨害社會秩序公共利益者，均受保障。惟並非一切自由及權利均無分軒輊受憲法毫無差別之保障：關於人民身體之自由，憲法第八條規定即較為詳盡，其中內容屬於憲法保留之事項者，縱令立法機關，亦不得制定法律加以限制（參照本院釋字第三九二號解釋理由書），而憲法第七條、第九條至第十八條、第二十一條及第二十二條之各種自由及權利，則於符合憲法第二十三條之條件下，得以法律限制之。至何種事項應以法律直接規範或得委由命令予以規定，與所謂規範密度有關，應視規範對象、內容或法益本身及其所受限制之輕重而容許合理之差異：諸如剝奪人民生命或限制人民身體自由者，必須遵守罪刑法定主義，以制定法律之方式為之；涉及人民其他自由權利之限制者，亦應由法律加以規定，如以法律授權主管機關發布命令為補充規定時，其授權應符合具體明確之原則；若僅屬與執行法律之細節性、技術性次要事項，則得由主管機關發布命令為必要之規範，雖因而對人民產生不便或輕微影響，尚非憲法所不許。又關於給付行政措施，其受法律規範之密度，自較限制人民權益者寬鬆，倘涉及公共利益之重大事項者，應有法律或法律授權之命令為依據之必要，乃屬當然。

## 引註
1. ↑  .   [2012-11-04]. （原始内容存档于2012-04-29）.

## 外部連結
- Henning Rieckhoff, [books.google Der Vorbehalt des Gesetzes im Europarecht], Mohr Siebeck. 2007, ISBN 978-3-16-149456-7 （德文）